# 臺灣原住民族正名運動
原住民正名運動是指臺灣原住民族向中華民國政府所提出的「正名」要求，其運動最早是由台灣原住民族權利促進會自1984年（民國73年）開始發起的「原住民族正名運動」。其中運動訴求除了要求修改過去基於中華民族為中心的定義而稱之為「山地同胞」的用法外，還包括有恢復傳統人名使用以及恢復部落地方命名等。最後運動在1994年8月1日，經過國民大會修憲後再憲法增修條文終將具有貶義的「山胞」修正為「原住民」。1997年，進一步的將具有集體權屬性「原住民族」一詞寫進憲法裡。